# Estadio Nuevo Vivero
El Estadio Nuevo Vivero es un recinto deportivo para la práctica del fútbol ubicado en Badajoz, España. Fue inaugurado el 2 de diciembre de 1998 en un encuentro amistoso disputado entre el Club Deportivo Badajoz y el CF Extremadura finalizado con 0-0 en el marcador. El estadio fue construido y financiado por la Junta de Extremadura entre septiembre de 1997 y noviembre de 1998 para sustituir al antiguo Estadio El Vivero.
Tiene una capacidad total de 14898 espectadores con todas las localidades de asiento y el terreno de juego cumple con las exigencias de la FIFA en cuanto a las dimensiones (105x68 metros).
Consta de dos anfiteatros de graderíos no muy altos que discurren a lo largo del perímetro de juego. La tribuna principal es la única que dispone de cubierta para los espectadores y es donde se encuentran la sede del club, el palco de honor, los vestuarios, la sala de mantenimiento, sala de prensa, cabinas de prensa... El estadio posee un marcador electrónico y cuatro torres de iluminación situadas en las esquinas. También una de las características del Nuevo Vivero es la comodidad de aparcamiento en sus inmediaciones, contando con unas 1000 plazas, hecho indispensable al encontrarse alejado del casco urbano.

## Historia
El estadio acoge los partidos como local del Club Deportivo Badajoz, que ha participado en la Copa del Rey, Segunda División, Primera División RFEF, Segunda División B, Tercera División de España, Regional Preferente y Primera Regional. El primer partido oficial que se disputó tuvo lugar el 6 de diciembre de 1998 y fue un Club Deportivo Badajoz-CD Toledo de Segunda División, que acabó con victoria visitante por 0 a 1. La primera victoria local tuvo lugar el 20 de diciembre de 1998, cuando el Club Deportivo Badajoz derrotó al Real Sporting de Gijón por 2 a 0.
El recinto además ha acogido cuatro partidos internacionales: el primero se disputó el 8 de septiembre de 1999 entre España y Chipre, que finalizó con goleada local por 8-0 valedero para la Clasificación para la Eurocopa 2000. El segundo se disputó el 2 de septiembre de 2006 entre España y Liechtenstein, que acabó nuevamente con victoria española (4-0) y sirvió de Clasificación para la Eurocopa 2008. El tercer partido se disputó el 5 de septiembre de 2021, donde España se enfrentó a Georgia en un partido de Clasificación para la Copa Mundial de Fútbol de 2022 y donde el combinado español ganó por 4-0. El cuarto partido se disputó el 5 de junio de 2024, donde España se enfrentó en partido amistoso a la selección de Andorra, celebrando con este encuentro los cien años de la Federación Extremeña de Fútbol y que acabó con victoria española por (5-0)  Es por tanto que tras los cuatro partidos disputados en Nuevo Vivero por la selección española el golaverage es de 21 a goles a favor y 0 en contra.
Además, formaba parte de los estadios seleccionados para la candidatura Ibérica de España-Portugal para el Mundial 2018, que al final ganó Rusia. De haber sido elegida Badajoz como una de las sedes se hubiera llevado a cabo una remodelación proyectada por la que su aforo se incrementaría hasta los 48 000 espectadores.
Entre los años 2019 y 2020 con la llegada del nuevo propietario del Club Deportivo Badajoz el estadio recibe una importante remodelación y renueva prácticamente toda su estructura con cambio de asientos, cambio de césped, pintura interior y exterior, nombramiento de las 15 puertas del estadio con 15 jugadores históricos del Club, cerramiento del foso, remodelación de vestuarios, nuevo gimnasio, lavandería, nueva sala de prensa, videomarcador, megafonía y creación de la tienda oficial del Club.
En la temporada 19/20 se consiguió la mayor entrada de la historia del C. D. Badajoz como equipo local (14.898 espectadores en Copa del Rey ante el Granada Club de Fútbol en octavos de final).
En la temporada 22/23 tras un acuerdo con el principal patrocinador del C.D. Badajoz, el estadio pasa a llamarse Cívitas Nuevo Vivero. Acuerdo que solo duraría una temporada.

## Ubicación y acceso
Se encuentra en la Ciudad Deportiva de "La Granadilla", en la avenida del Club Deportivo Badajoz, a unos 2 km del casco urbano.

### Autobús urbano[10]
| Línea | Itinerario                                            | N.º Paradas |
| ----- | ----------------------------------------------------- | ----------- |
| 7     | Barriada de San Miguel - La Granadilla                | 39          |
| 5N    | Cerro de Reyes - Barriada de Llera (Nocturno)         | 40          |
| 6N    | Gurugú - Las Vaguadas (Nocturno)                      | 30          |
| 7N    | Barriada de San Miguel - Barriada de Llera (Nocturno) | 42          |

## Partidos internacionales

### Selección española de fútbol
| 8 de septiembre de 1999 (21:45) | España | 8-0 | Chipre | Estadio Nuevo Vivero, Badajoz                                    |                                                                  |
|                                 | Ismael Urzaiz 19' Ismael Urzaiz 25' Julen Guerrero 34' Ismael Urzaiz 38' Julen Guerrero 42' Julen Guerrero 56' César Martín 82' Fernando Hierro 89' |     |        | Asistencia: 14.898 espectadores Árbitro(s): Trentalange (Italia) | Asistencia: 14.898 espectadores Árbitro(s): Trentalange (Italia) |
| Clasificación Eurocopa 2000     | |     |        |                                                                  |                                                                  |

| 2 de septiembre de 2006 (22:00) | España                                                              | 4-0 | Liechtenstein | Estadio Nuevo Vivero, Badajoz                                                |                                                                              |
|                                 | Fernando Torres 20' David Villa 45' David Villa 61' Luis García 65' |     |               | Asistencia: 14.898 espectadores Árbitro(s): Bozinovski (Macedonia del Norte) | Asistencia: 14.898 espectadores Árbitro(s): Bozinovski (Macedonia del Norte) |
| Clasificación Eurocopa 2008     |                                                                     |     |               |                                                                              |                                                                              |

| 5 de septiembre de 2021 (20:45)                      | España                                                                  | 4-0 | Georgia | Estadio Nuevo Vivero, Badajoz                                     |                                                                   |
|                                                      | José Luis Gayà 14' Carlos Soler 25' Ferran Torres 41' Pablo Sarabia 63' |     |         | Asistencia: 8.444 espectadores Árbitro(s): Tiago Martins Portugal | Asistencia: 8.444 espectadores Árbitro(s): Tiago Martins Portugal |
| Clasificación para la Copa Mundial de Fútbol de 2022 |                                                                         |     |         |                                                                   |                                                                   |

| 5 de junio de 2024 (21:30) | España                                                        | 5-0 | Andorra | Estadio Nuevo Vivero, Badajoz                                        |                                                                      |
|                            | Ayoze Pérez 24' Mikel Oyarzabal 53' 66' 73' Ferran Torres 81' |     |         | Asistencia: 14.000 espectadores Árbitro(s): Gustavo Correia Portugal | Asistencia: 14.000 espectadores Árbitro(s): Gustavo Correia Portugal |
| Partido amistoso           |                                                               |     |         |                                                                      |                                                                      |